# 레이지본
레이지본(Lazy Bone)은 대한민국의 록 밴드이다.

## 구성원
- 준다이 - 보컬
- 노진우 - 보컬기타
- 임준규 - 기타
- 안경순 - 베이스
- 김석년 - 드럼

## 이전 멤버
- 진 토시오 - 트럼펫
- 김문용 - 키보디스트 및 작곡가
- 윤세형 - 베이스
- 박진홍 - 드럼

## 음반

### 싱글
- Extreme (2004년)
- Leave Behind Emotion (2006년)
- Dance Dance (2009년
- Happy Donut (2009년)
- 우린 모두 챔피언 (2010년)
- 삐에로는 어쨋거나 웃지 (2013년)
- Just Be Lazy (2015년)
- 노래하고 싶었어 (2016년)
- 알바트로스의 노래 (2016년)

## 앨범
- Lazy Diary (2002년)
- Do It Yourself (2003년)
- Blue In Green (2005년)
- 나는새 (2007년)
- Just Be Lazy (2015년)

### 참여 앨범
- 98 펑크대잔치 - 우리는 한마음 (1998년)
- 3000 Punk - 펑크대잔치 (1999년)
- 조선펑크 (1999년)
- Our Nation 4집(2001년)

## 방송
- 2018년 MBC 미스터리 음악쇼 복면가왕 - 안테나요~ 나를 사랑하면~ 안테나 (참가자)